# Eoptychoptera ansorgei
Eoptychoptera ansorgei is een uitgestorven muggensoort uit de familie van de glansmuggen (Ptychopteridae). De wetenschappelijke naam van de soort werd voor het eerst geldig gepubliceerd in 2002 door Ren en Krzemiński,.